# Neuratelia scitula
Neuratelia scitula är en tvåvingeart som beskrevs av Oskar Augustus Johannsen 1912. Neuratelia scitula ingår i släktet Neuratelia och familjen svampmyggor. Inga underarter finns listade i Catalogue of Life.